# Argentré-du-Plessis
Argentré-du-Plessis é uma comuna francesa na região administrativa da Bretanha, no departamento Ille-et-Vilaine. Estende-se por uma área de 41,61 km². Em 2010 a comuna tinha 4 574 habitantes (densidade: 109,9 hab./km²).